# Langenhorst (Jameln)
Langenhorst ist ein Ortsteil der Gemeinde Jameln in der Samtgemeinde Elbtalaue im niedersächsischen Landkreis Lüchow-Dannenberg.

## Geographie
Der Ort liegt zwei Kilometer östlich von Jameln. Westlich fließt die Jeetzel.

## Geschichte
Im Statistischen Handbuch für das Königreich Hannover sind für das Jahr 1848 13 Wohngebäude mit 91 Einwohnern belegt. Zu jener Zeit gehörte der Ort zur Maschvogtei des Amtes Dannenberg.